# Commiphora schimperi
Commiphora schimperi là một loài thực vật có hoa trong họ Burseraceae. Loài này được (O.Bergman) Engl. mô tả khoa học đầu tiên năm 1883.